# Euphorbia yemenica
Euphorbia yemenica är en törelväxtart som beskrevs av Pierre Edmond Boissier. Euphorbia yemenica ingår i släktet törlar, och familjen törelväxter. Inga underarter finns listade i Catalogue of Life.